# Andoharano
Andoharano es un género de arañas araneomorfas de la familia Filistatidae. Se encuentra en Madagascar.

## Lista de especies
Según The World Spider Catalog 11.5:
- Andoharano decaryi (Fage, 1945)
- Andoharano grandidieri (Simon, 1901)
- Andoharano milloti Legendre, 1971
- Andoharano monodi Legendre, 1971